# Gabriel Fuks
Gabriel Marcelo Fuks (Buenos Aires, 1 de agosto de 1959) es un dirigente político argentino. Durante 10 años presidió la Comisión Cascos Blancos, fue legislador de la Ciudad Autónoma de Buenos Aires y se desempeñó como Defensor Adjunto del Pueblo de C.A.B.A.
En diciembre de 2019 fue designado como Secretario de Articulación Federal de la Seguridad, del Ministerio de Seguridad de la Nación. Fue designado como embajador de la Argentina en Ecuador por el presidente Alberto Fernández en 2022, hasta el 14 de marzo de 2023.

## Biografía
De origen judío, Cursó la secundaria en el Colegio Nacional de Buenos Aires hasta 1975 año en el que, como muchos otros dirigentes activistas, no pudo terminar. Finalizó sus estudios en el colegio nocturno Hipólito Yrigoyen durante la dictadura militar.
Estudió en la carrera de Licenciatura en Historia en la Facultad de Filosofía y Letras de la UBA entre 1982 y 1986.
En la década de 1970 inició el camino de la militancia política, y se incorporó a la lucha contra la dictadura militar. Luego del fin de la dictadura, se destacó como dirigente político, universitario y social, y fue elegido delegado por la Juventud Peronista en el Movimiento de Juventudes Políticas. Fue miembro de la conducción de la Federación Universitaria de Buenos Aires en nombre del Bloque Peronista Universitario. Durante esos años de regreso a la democracia, integró Intransigencia y Movilización Peronista y el Peronismo Revolucionario. Está afiliado al Partido Justicialista desde 1983.
En el 2002 se incorporó como militante a la campaña "Néstor Kirchner Presidente", llegando a ser referente en la Capital Federal. En consecuencia, fue candidato a diputado nacional en las elecciones legislativas de 2007 y 2009. En ese contexto, junto a Agustín Rossi, Daniel Filmus y otros dirigentes, fundaron en 2010 la agrupación "Corriente Nacional de la Militancia" como espacio de encuentro de dirigentes, compañeros y compañeras para acompañar y reivindicar el proceso político iniciado en 2003, en defensa del movimiento nacional y popular.
Fue Director Nacional de Asuntos Políticos en la Subsecretaria de Acción Política y Derechos Humanos del Ministerio del Interior entre los años 1991-1992. Fue Secretario Ejecutivo de la Comisión Nacional de los Excombatientes de Malvinas, entre 1994 y 1996. También fue Jefe de Capacitación al Usuario del Ente Único de los Servicios Públicos de la Ciudad de Buenos Aires entre los años 2000 y 2003.

## Gestión pública

### Ministerio de Seguridad de la Nación
Se desempeñó como secretario de Articulación Federal de la Seguridad, en la gestión de la ministra Sabina Frederic. El 19 de diciembre de 2019 fue designado por el presidente Alberto Fernández mediante Decreto 67/2019. Dentro de su competencia se encuentra la Subsecretaría de Gestión del Riesgo y Protección Civil y la Subsecretaría de Programación Federal y Articulación Legislativa.
Realiza acciones de articulación federal con los ministerios de seguridad de las 24 jurisdicciones, gestiona las problemáticas vinculadas a la pandemia con los y las ministras de seguridad del país, dialoga en forma permanente con las organizaciones sociales sobre distintas demandas. Además coordina políticas de prevención y respuesta a emergencias con las protecciones civiles del país, y con diversos actores involucrados en la gestión del riesgo: fuerzas de seguridad, fuerzas armadas, organizaciones de la sociedad civil, ministerios y organismos nacionales.

### Defensoría del Pueblo de la Ciudad Autónoma de Buenos Aires
En 2017 tomó juramento como Defensor Adjunto del Pueblo de la Ciudad de Buenos Aires luego de ser aprobada, en sesión especial, la postulación propuesta por los legisladores porteños, junto al aval de distintas organizaciones y personalidades destacadas.
Trabajó principalmente temas de seguridad, seguridad vial, ambiente y tránsito y transporte.
Fue titular del Programa de Planificación Estratégica en Políticas de Seguridad de la Defensoría del Pueblo de la Ciudad de Buenos Aires desde el 6 de marzo de 2019 hasta el 19 de diciembre de 2019.

### Legislatura de la Ciudad Autónoma de Buenos Aires
Fue elegido diputado de la Ciudad Autónoma de Buenos Aires por el Frente Para la Victoria, en las elecciones de 2013 con mandato hasta 2017.
Fue presidente de la Comisión de Relaciones Interjurisdiccionales (2014/2015), representante de la Legislatura Porteña en el Comité de Prevención y Seguridad para Eventos Deportivos de la Ciudad Autónoma de Buenos Aires (2014/2015), e integró el Consejo de Ciencia, Tecnología e Innovación de la C.A.B.A. (2015/2017).
En el 2016 conformó el monobloque Corriente Nacional de la Militancia, manteniendo relaciones con el kirchnerismo y el peronismo. 
Fue vicepresidente del bloque del Frente para la Victoria y a partir del 2015 fundó el bloque Corriente Nacional de la Militancia. Fue titular de la Comisión de Desarrollo Económico, vicepresidente 2° de la Comisión de Seguridad, e integró las comisiones de Relaciones Interjurisdiccionales y de Obras y Servicios Públicos. 
En ese contexto publicó trabajos sobre la Ciudad de Buenos Aires y la Gestión de Riesgo en 2015 y la nueva etapa de la Seguridad Ciudadana para los porteños en 2016.

### Comisión Cascos Blancos
Desde el 2003 y hasta finales del 2013 presidió la Comisión Cascos Blancos del Ministerio de Relaciones Exteriores y Culto. Fue nombrado por el presidente Néstor Kirchner mediante el Decreto 354/2003; y ratificado por la presidenta Cristina Fernández de Kirchner mediante los Decretos 61/2007 y 198/2011.
Se especializó en temáticas vinculadas a la gestión de riesgo y la asistencia humanitaria internacional.
A largo de esos 10 años, estuvo al frente de numerosas misiones, entre las que se destacan: 
- Programa de Gestión de Riesgos del Valle del Río Paz en El Salvador y Guatemala en 2003.
- Ayuda humanitaria en Bam, Irán, a partir del 2003.
- Condujo los equipos de emergencia y asistencia humanitaria a las víctimas del huracán Katrina en Estados Unidos.
- Ayuda de emergencia en el terremoto de Haití de 2010.
- En el terremoto de Japón de 2011.
- También se destacó su participación en la Franja de Gaza durante el 2009.

## Distinciones
- Reconocimiento por la constante colaboración con la Causa de los Veteranos de Guerra de Malvinas Federación de Veteranos de Guerra de la República Argentina (abril de 1994).
- Reconocimiento especial de la Gobernadora del Estado de Louisiana, Dra. Kathlenn Babineaux Blanco, por la gestión de Ayuda y Asistencia Humanitaria llevada a cabo por la Comisión Nacional Cascos Blancos. En ocasión de los huracanes Katrina y Rita, New Orleans (junio de 2006).
- Condecoración "Gran Maestre de la Orden El Sol del Perú Otorgada por el presidente de la República del Perú, Dr. Alan García Pérez en razón de sus méritos y servicios en materia de Ayuda Humanitaria. En ocasión del Terremoto de Pisco (noviembre de 2007).
- Reconocimiento especial de la Embajada del Líbano en la República Argentina. Por la labor realizada en materia de ayuda humanitaria (febrero de 2008).
- Reconocimiento del Centro Islámico de la República Argentina. Por su laboriosa cooperación en el transporte de ayuda humanitaria al Pueblo Palestino de Gaza (marzo de 2009).
- Agradecimiento por la confianza y el apoyo constante al desarrollo del Cuerpo de Evacuación y Primeros Auxilios de Puerto Madryn (agosto, 2017)